# Berol
Berol es una marca de los suministros de los artistas profesionales originada por Berol, en 1938, y ahora fabricado por Newell Rubbermaid. Entre los elementos de la línea de Prismacolor son lápices de colores, Stix Arte, pasteles, acuarelas y marcadores a base de alcohol de arte permanente.

## Productos
Gama de productos Prismacolor incluyen:
| Línea              | Gama de productos                                    |
| ------------------ | ---------------------------------------------------- |
| Lápices de colores | Lápices de colores, lápices de acuarela              |
| Gráfito            | Lápices de grafito, lápices mecánicos                |
| Pasteles           | Softpastels, Nupastels                               |
| Carboncillo        | Palos de carbón y lápices                            |
| Marcadores         | Marcadores, resaltadores                             |
| Accesorios         | Sacapuntas, goma de borrar, fixatives, lápiz relleno |
| Correctores        | Lápices correctores, líquido corrector               |

## Código y nombre de los crayones
En ésta lista (no completa aún) se presenta el nombre en español, pero hay que aclarar que hay diferencias de nombres según el país latinoamericano del que proceda el crayón Berol PRISMACOLOR, pero en líneas generales la mayoría conserva el mismo nombre.
| Código del lápiz | Nombre en español   | Nombre en inglés         | Color                       |
| ---------------- | ------------------- | ------------------------ | --------------------------- |
| 901              | AZUL ÍNDIGO         | INDIGO BLUE              | 4B0082MUESTRA               |
| 902              | AZUL ULTRAMARINO    | ULTRAMARINE              | 120A8FMUESTRA               |
| 903              | AZUL CELESTE        | TRUE BLUE                | MUESTRA                     |
| 904              | AZUL CLARO          | LIGHT CERULEAN BLUE      | 2A52BEMUESTRA6C77D1         |
| 905              | AZUL AGUAMARINA     | AQUAMARINE               | 7FFFD4MUESTRA               |
| 906              | AZUL PETRÓLEO       | COPENHAGEN BLUE          | 0047ABMUESTRA               |
| 907              | VERDE MAR           | PEACOCK GREEN            | 2E8B57MUESTRA               |
| 908              | VERDE OSCURO        | DARK GREEN               | 006400MUESTRA               |
| 909              | VERDE PASTO         | GRASS GREEN              | 1AAA62#017601MUESTRA        |
| 910              | VERDE ESMERALDA     | TRUE GREEN               | 00FF7FMUESTRA               |
| 911              | VERDE OLIVO         | OLIVE GREEN              | 808000MUESTRA               |
| 912              | VERDE MANZANA       | APPLE GREEN              | 8EE26F#8DB600MUESTRA        |
| 913              | VERDE CLARO         | SPRING GREEN             | MUESTRA                     |
| 914              | CREMA               | CREAM                    | FFFDD0MUESTRA               |
| 915              | AMARILLO CLARO      | LEMON YELLOW             | FFF700MUESTRA               |
| 916              | AMARILLO CANARIO    | CANARY YELLOW            | FFEF00MUESTRA               |
| 917              | AMARILLO NARANJA    | SUNBURST YELLOW          | E1BF00#FFD300MUESTRA        |
| 918              | ANARANJADO          | ORANJE                   | FC934CMUESTRA               |
| 919              | AZUL CIELO          | NON-PHOTO BLUE           | A4DDEDMUESTRA               |
| 920              | VERDE TURQUESA      | LIGHT GREEN              | 40E0D0MUESTRA               |
| 921              | ROJO LADRILLO       | PALE VERMILION           | E34234MUESTRA               |
| 922              | ROJO ESCARLATA      | POPPY RED                | FF2000MUESTRA               |
| 923              | ROJO PURO           | SCARLET LAKE             | FF0000MUESTRA               |
| 924              | ROJO CARMESÍ        | CRIMSON RED              | FF0000MUESTRA               |
| 925              | ROJO OSCURO         | CRIMSON LAKE             | E10000#DC143CMUESTRA81262D  |
| 926              | ROJO CARMÍN         | CARMINE RED              | FF0038MUESTRA               |
| 927              | CARNE CLARO         | LIGHT PEACH              | FACDAE#FADFAD#MUESTRA       |
| 928              | ROSA CLARO          | BLUSH PINK               | FFB6C1#LightPinkMUESTRA     |
| 929              | ROSADO              | PINK                     | FFC0CBMUESTRA               |
| 930              | PÚRPURA             | MAGENTA                  | 800080MUESTRA               |
| 931              | CARDENAL            | DARK PURPLE              | MUESTRA                     |
| 932              | VIOLETA             | VIOLET                   | 7F00FFMUESTRA               |
| 933              | VIOLETA AZUL        | VIOLET BLUE              | MUESTRA                     |
| 934              | ORQUÍDEA            | LAVENDER                 | DA70D6MUESTRA               |
| 935              | NEGRO               | BLACK                    | MUESTRA                     |
| 936              | GRIS PIZARRA        | SLATE GREY               | 708090MUESTRA               |
| 937              | CAOBA               | TUSCAN RED               | 66424DMUESTRA               |
| 938              | BLANCO              | WHITE                    | MUESTRA                     |
| 939              | CARNE O DURAZNO     | PEACH                    | FFE5B4MUESTRA               |
| 940              | ARENA               | SAND                     | FFDE59#C2B280MUESTRA#E29E49 |
| 941              | PARDO               | LIGHT UMBER              | C88500#826644MUESTRA#6B4E26 |
| 942              | AMARILLO OCRE       | YELLOW OCHRE             | DFBF0B#CC7722MUESTRA#C9A834 |
| 943              | OCRE TOSTADO        | BURNT OCHRE              | DA9024MUESTRA               |
| 944              | TERRACOTA           | TERRA COTA               | DA9024#MUESTRA#87602F       |
| 945              | MARRÓN SIENNA       | SIENNA BROWN             | DA9024MUESTRA               |
| 946              | CAFÉ OSCURO         | DARK BROWN               | DA9024MUESTRA               |
| 947              | PARDO OSCURO        | DARK UMBER               | DA9024MUESTRA               |
| 948              | SEPIA               | SEPIA                    |                             |
| 949              | PLATA               | METALLIC SILVER          | Muestra                     |
| 950              | ORO                 | METALLIC GOLD            | Muestra                     |
| 951              | COBRE               | METALLIC COPPER          | Muestra                     |
| 952              | -                   | LIGHT VIOLET             | Muestra                     |
| 953              | -                   | -                        |                             |
| 954              | -                   | -                        |                             |
| 955              | -                   | -                        |                             |
| 956              | LILA                | LILAC                    | Muestra                     |
| 957              | -                   | -                        |                             |
| 958              | -                   | -                        |                             |
| 959              | -                   | -                        |                             |
| 960              | -                   | -                        |                             |
| 961              | GRIS PARDO OSCURO   | WARM GREY DARK           | Muestra                     |
| 962              | GRIS PARDO MEDIO    | WARM GREY MEDIUM         | Muestra                     |
| 963              | GRIS PARDO CLARO    | WARM GREY LIGHT          | Muestra                     |
| 964              | GRIS PARDO PÁLIDO   | WARM GREY VERY LIGHT     | Muestra                     |
| 965              | GRIS AZULADO OSCURO | COLD GREY DARK           | Muestra                     |
| 966              | GRIS AZULADO MEDIO  | COLD GREY MEDIUM         | Muestra                     |
| 967              | GRIS AZULADO        | COLD GREY LIGHT          | Muestra                     |
| 968              | GRIS AZULADO PÁLIDO | COLD GREY VERY LIGHT     | Muestra                     |
| 969              | -                   | -                        |                             |
| 970              | MAGENTA             | -                        |                             |
| 971              | AMARILLO LIMÓN      | -                        | Muestra                     |
| 972              | ROJO FRESA          | Muestra                  |                             |
| 973              | -                   | -                        |                             |
| 974              | -                   | -                        |                             |
| 975              | -                   | -                        |                             |
| 976              | VERDE MINERAL       | -                        |                             |
| 977              | VERDE JADE          | -                        |                             |
| 978              | -                   | -                        |                             |
| 979              | VERDE CEDRO         | -                        |                             |
| 980              | VERDE AGUACATE      | -                        |                             |
| 981              | -                   | -                        |                             |
| 982              | -                   | -                        |                             |
| 983              | -                   | -                        |                             |
| 984              | -                   | -                        |                             |
| 985              | -                   | -                        |                             |
| 986              | BURGUNDY            | -                        |                             |
| 987              | -                   | -                        |                             |
| 988              | -                   | MARINE GREEN             |                             |
| 989              | -                   | CHARTREUSE               |                             |
| 990              | -                   | YELLOW BICE              |                             |
| 991              | -                   | LIGHT YELLOW GREEN       |                             |
| 992              | -                   | LIGHT AQUA               |                             |
| 993              | -                   | HOT PINK                 |                             |
| 994              | -                   | PROCESS RED              |                             |
| 995              | -                   | BRIGHT PURPLE (MULBERRY) |                             |
| 996              | -                   | GRAPE (BLACK GRAPE)      |                             |
| 997              | -                   | BEIGE                    |                             |
| 998              | -                   | BRIGHT VIOLET            |                             |
| 999              | -                   | BRIGHT BLUE VIOLET       |                             |

- 988		Marine Green
- 989		Chartreuse
- 992		Light Aqua
- 993		Hot Pink
- 994		Process Red
- 995		Mulberry
- 996		Black Grape
- 997		Beige
- 1001		Salmon Pink
- 1002		Yellowed Orange
- 1003		Spanish Orange
- 1004		Yellow Chartreuse
- 1005		Lime Peel
- 1006		Parrot Green
- 1007		Imperial Violet
- 1008		Parma Violet
- 1009		Dahlia Purple
- 1011		Deco Yellow
- 1012		Jasmine
- 1013		Deco Peach
- 1014		Deco Pink
- 1017		Clay Rose
- 1018		Pink Rose
- 1019		Rosy Beige
- 1020		Celadon Green
- 1021		Jade Green
- 1022		Mediterranean Blue
- 1023		Cloud Blue
- 1024		Blue Slate
- 1025		Periwinkle
- 1026		Greyed Lavender
- 1027		Peacock Blue
- 1028		Bronze
- 1029		Mahogany Red
- 1030		Raspberry
- 1031		Henna
- 1032		Pumpkin Orange
- 1033		Mineral Orange
- 1034		Goldenrod
- 1035		Neon Yellow
- 1036		Neon Orange
- 1039		Neon Pink
- 1040		Electric Blue
- 1050		Warm Grey 10%
- 1051		Warm Grey 20%
- 1052		Warm Grey 30%
- 1054		Warm Grey 50%
- 1056		Warm Grey 70%
- 1058		Warm Grey 90%
- 1059		Cool Grey 10%
- 1060		Cool Grey 20%
- 1061		Cool Grey 30%
- 1063		Cool Grey 50%
- 1065		Cool Grey 70%
- 1067		Cool Grey 90%
- 1068		French Grey 10%
- 1069		French Grey 20%
- 1070		French Grey 30%
- 1072		French Grey 50%
- 1074		French Grey 70%
- 1040		Electric Blue
- 1077		Colorless Blender
- 1078		Black Cherry
- 1079		Blue Violet Lake
- 1080		Beige Sienna
- 1081		Chestnut
- 1082		Chocolate
- 1083		Putty Beige
- 1084		Ginger Root
- 1085		Peach Beige
- 1086		Sky Blue Light
- 1087		Powder Blue
- 1088		Muted Turquoise
- 1089		Pale Sage
- 1090		Kelp Green
- 1091		Green Ochre
- 1092		Nectar
- 1093		Seashell Pink
- 1094		Sandbar Brown
- 1095		Black Raspberry
- 1096		Kelly Green
- 1097		Moss Green
- 1098		Artichoke
- 1099		Espresso
- 1100		China Blue
- 1101		Denim Blue
- 1102		Blue Lake
- 1103		Caribbean Sea
- 103		Cerulean Blue
- 105		Cobalt Turquoise
- 109		Prussian Green
- 118		Cadmium Orange
- 120		Sap Green Light
- 122		Permanent Red
- 132		Dioxazine purple Hue
- 133		Cobalt Blue hue
- 140		Eggshell
- 195		Pomegranate
- 208		Indanthrone Blue
- 289		Grey Green Light

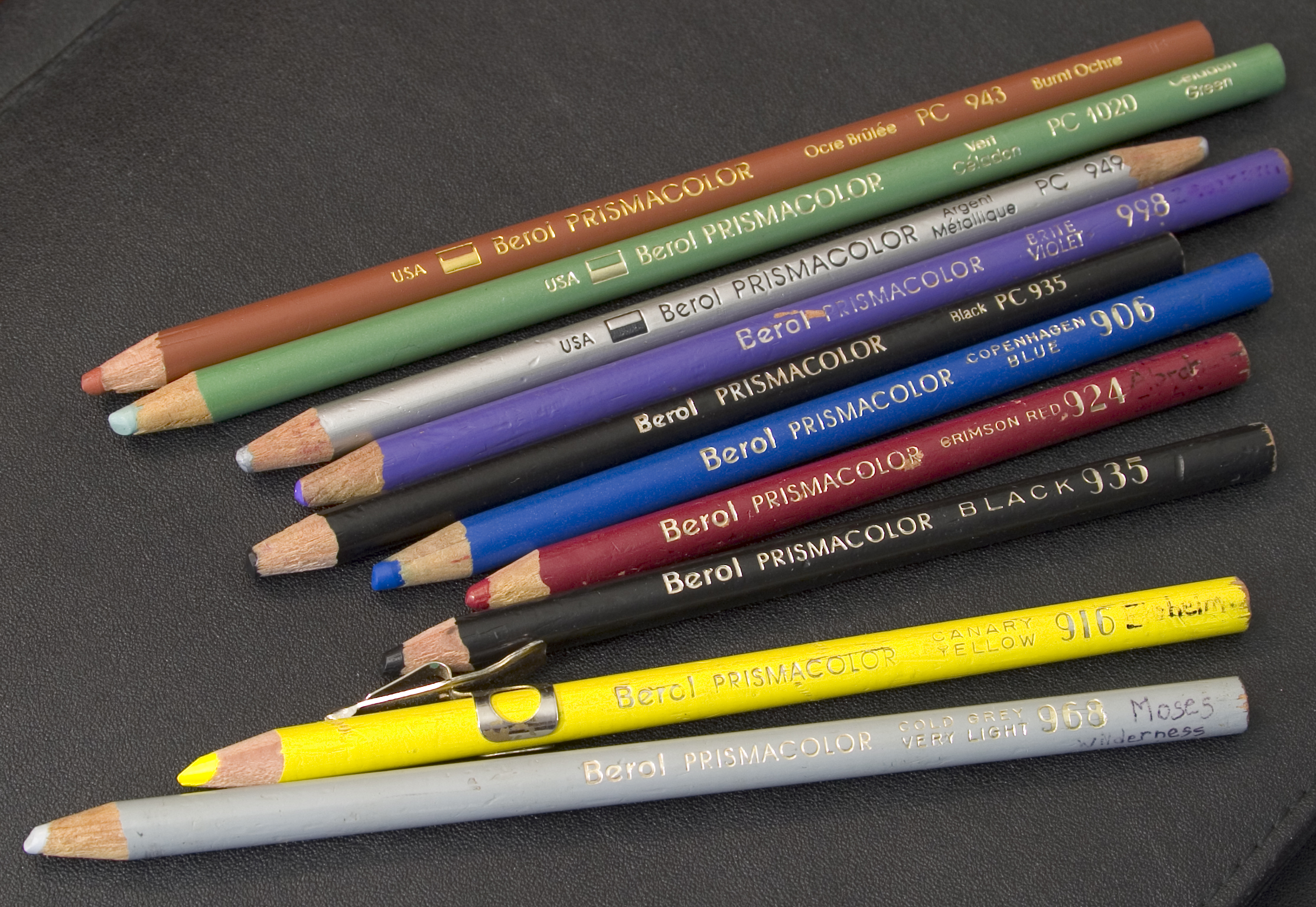
Lápices Berol Prismacolor